# Dasineura foliumcrispans
Dasineura foliumcrispans är en tvåvingeart som först beskrevs av Ewald Rübsaamen 1895.  Dasineura foliumcrispans ingår i släktet Dasineura och familjen gallmyggor. Inga underarter finns listade i Catalogue of Life.